# 阿尔善戈壁
阿尔善戈壁也作阿日善高壁、阿日善高毕，是位于中国内蒙古自治区锡林郭勒盟苏尼特左旗巴彦淖尔镇境内的一个内流碱水湖泊，地处巴彦锡力嘎查西北部，水面面积14.86平方千米，水面高程为983.8米，水深8～9米。整个诺尔水系整体地形为一封闭洼地，面积约1.1万平方千米，包括数个诺尔和很小的水泡子，分别贮存了当地地表水。湖区属于纯牧业区。